# Mojmír Bártek

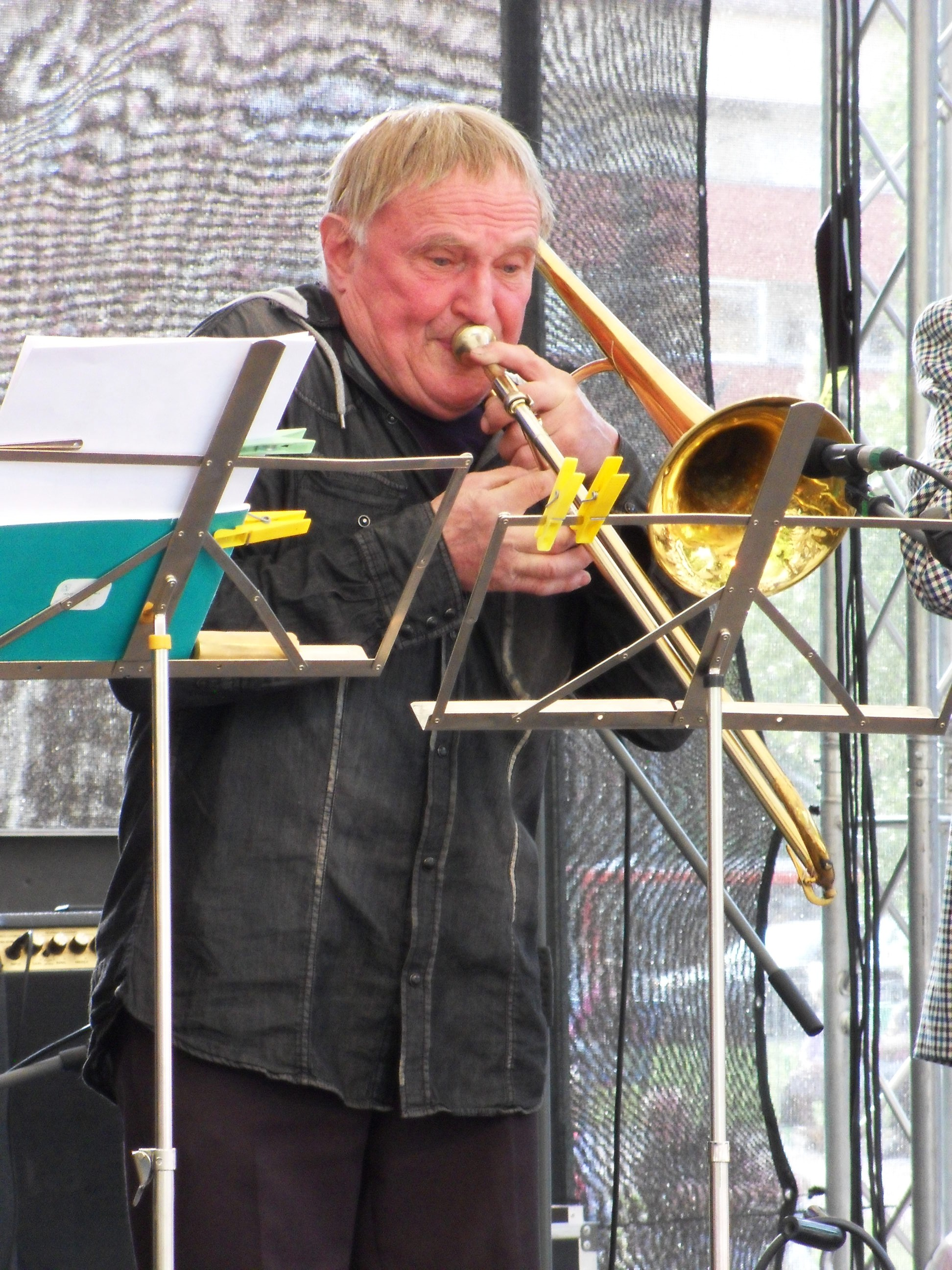
Mojmír Bártek

Mojmír Bártek (* 26. April 1942 in Zlín) ist ein tschechischer Posaunist und Komponist.
Bártek studierte von 1963 bis 1967 am Konservatorium von Brünn Posaune, später, von 1976 bis 1980, an der Janáček-Akademie für Musik und Darstellende Kunst (JAMU) in Brünn Komposition. Seit 1967 war er Soloposaunist der Bigband von Gustav Brom. Er gründete die All Stars Band in Brünn, nahm an Europatourneen der The Supremes und des Ray Conniff Orchestra teil und trat mit Maynard Ferguson und Shirley Bassey auf. Weiterhin wirkte er als Dozent an der Janáček-Musikakademie und Lehrer beim Jazz-Workshop in Frýdlant.
Neben Werken für Jazzensemble finden sich unter den 200 Kompositionen Bárteks auch Orchesterwerke wie Painting, Scout Dancing und Playing Dice. Für Kinder komponierte er die Playing Miniatures, Stücke u. a. für Flöte, Cello und Trompete. Seine Jazzkompositionen wurden bei Festivals in Molde, Warschau, Nürnberg, Moskau, Eindhoven und ’s-Hertogenbosch aufgeführt, seine klassischen Werke im tschechischen Rundfunk und beim Label LPSP aufgenommen.